# Izithunzi
Genre
Izithunzi est un genre d'araignées aranéomorphes de la famille des Drymusidae.

## Distribution
Les espèces de ce genre sont endémiques d'Afrique du Sud.

## Liste des espèces
Selon World Spider Catalog (version 24, 10/03/2023) :
- Izithunzi capense (Simon, 1893)
- Izithunzi lina Labarque, Pérez-González & Griswold, 2018
- Izithunzi productum (Purcell, 1904)
- Izithunzi silvicola (Purcell, 1904)
- Izithunzi zondii Labarque, Pérez-González & Griswold, 2018

## Systématique et taxinomie
Ce genre a été décrit par Labarque, Pérez-González et Griswold en 2018 dans les Drymusidae.

## Publication originale
- Labarque, Pérez-González & Griswold, 2018 : « Molecular phylogeny and revision of the false violin spiders (Araneae: Drymusidae) of Africa. » Zoological Journal of the Linnean Society, vol. 183, no 2, p. 390-430.